# پیست اسکی پاپایی

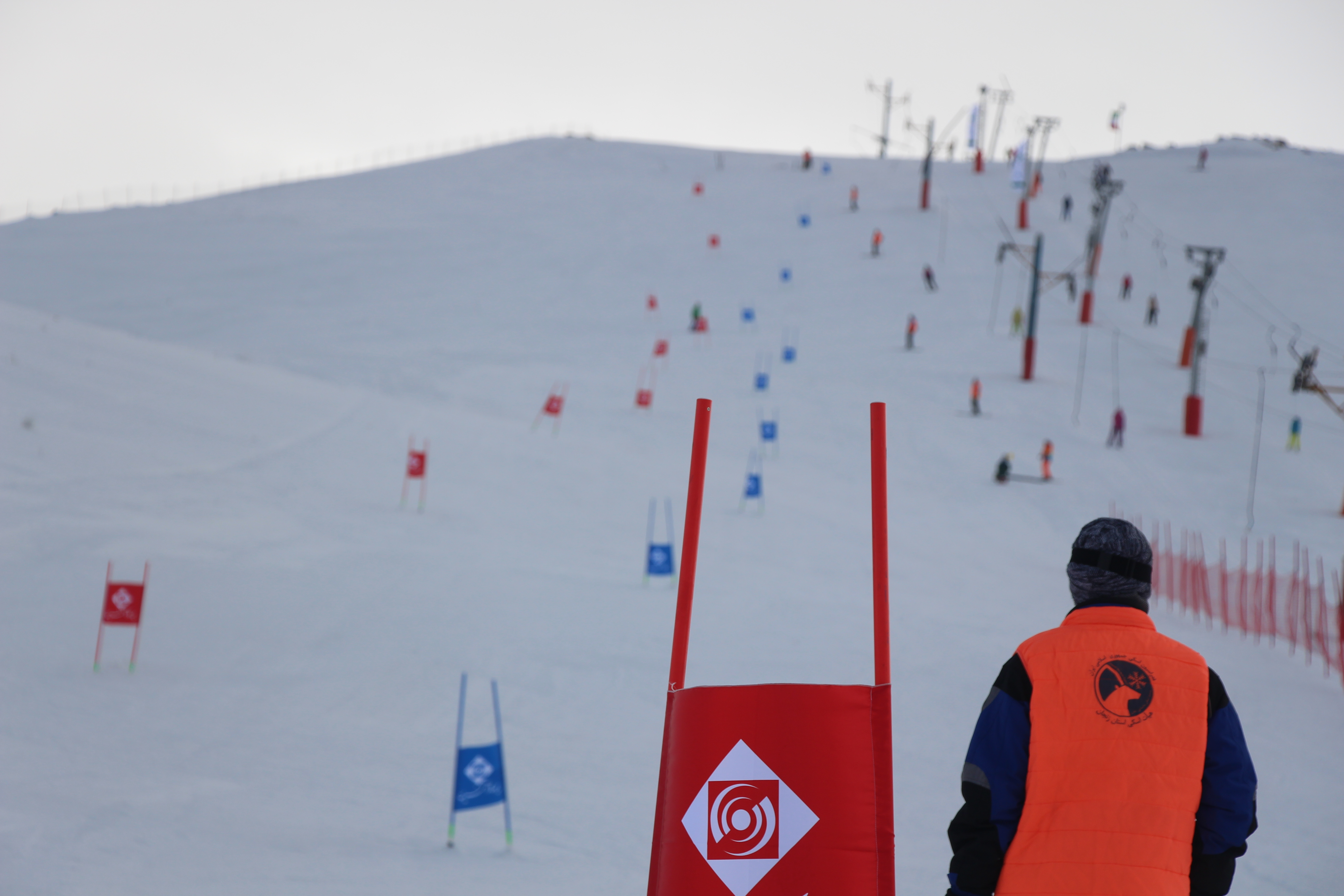
جشنواره روز برف. اسفند 97

پیست اسکی پاپایی در 20 کیلومتری جنوب غربی زنجان در منطقه‌ای کوهستانی، و در 15 کیلومتری مرکز شهرستان ایجرود و در محدوده روستای زیبای پاپایی واقع است.
پیست اسکی پاپایی در موقعیت جغرافیایی N 3630 E ۴۸۲۲ واقع است.

## مشخصات
طول پیست : ۶۰۰ متر
شیب متوسط : با شیب تند و کم‌نظیر ۳۵ درجه‌ای در میان ۳۰ پیست اسکی کشور جای دارد.
ارتفاع از سطح دریا : ارتفاع پایه پیست پاپایی از سطح دریا ۲ هزار و ۱۱۳ متر است و در بالاترین نقطه پیست به ۳ هزار متر می‌رسد.
وسعت پیست : با وسعت ۸۰ هکتار تنها پیست اسکی استاندارد در استان زنجان است.
 ظرفیت : با ظرفیت پذیرش پنج هزار گردشگر

## امکانات
تعداد دستگاه‌های بالابر:
۱ – مدل poma ساخت فرانسه که در سال ۱۳۴۸ در محل نصب شده.
۲ – مدل دوپل مایر ساخت ایران که در سال ۱۳۸۶ در محل نصب شده.
ماشین برف کوب:
مدل ۲۶۰ ساخت کشور آلمان که در سال ۱۳۸۷ خریداری و به پیست اسکی وارد شد.
بوفه: در پایین دست پیست اسکی به مساحت ۸۰ متر مربع
مدرسه اسکی: به مساحت ۱۵ متر مربع و فعال در فصل زمستان با حضور ۲۰ مربی.
و همچنین این پیست مجهز به تله اسکی، سوئیت، رستوران، کافی شاپ و پارکینگ می‌باشد.
در روزهای تعطیل زمستانی گردشگران برای ورزش‌های اسکی، اسنوبرد،  صحرانوری، سرعت و حتی برف بازی به این منطقه سفر می‌کنند.

## پیشینه
اسکی در استان زنجان از قدمت بالای ۶۰ سال برخوردار است و هیئت اسکی زنجان از سال ۱۳۴۶ شکل گرفته و هم‌اکنون نیز بیش از دو هزار ورزشکار زن و مرد به صورت سازمان یافته و زیر پوشش این هیئت ورزشی قرار دارند. یست پاپایی به دلیل قرار گرفتن در ارتفاع نسبتاً بلند و وجود پیست در قسمت خلاف تابش خورشید، زمان یخبندان طولانیتری دارد، و به دلیل داشتن شیب نه چندان تند برای استفاده مردم عادی نیز مناسب است و از طرفی با استفاده از قسمت شرقی پیست می‌شود جهت استفاده مردم عادی و اسکی‌بازان مبتدی و آماتور از آن بهره برد.